# Alex Baptiste
Alexander Aaron John Baptiste, noto semplicemente come Alex Baptiste (Sutton-in-Ashfield, 31 gennaio 1986), è un ex calciatore inglese, di ruolo difensore.

## Carriera

### Club
Durante la sua carriera ha indossato le maglie di Mansfield Town, Tamworth, Burton Albion, Blackpool, Bolton, Blackburn e Middlesbrough.
Il 14 agosto 2010 va in rete nella partita in trasferta di Premier League contro il Wigan terminata 0-4.